# Chi Ổi
Chi Ổi (danh pháp khoa học: Psidium) là một chi thực vật gồm khoảng 90-100 loài cây bụi và cây nhỡ nhiệt đới thuộc họ Đào kim nương (Myrtaceae), có nguồn gốc México, Caribe, Trung Mỹ và miền bắc Nam Mỹ.
Lá mọc đối, đơn, hình elíp hoặc hình trứng, dài 5–15 cm. Hoa trắng, năm cánh, nhiều nhị. Nhiều loài có quả ăn được nên được trồng ở quy mô thương mại.

## Các loài
Theo Plants of the World Online thì chi này hiện chứa 94 loài.
- Psidium acidum: Miền bắc Brasil, Ecuador, Peru.
- Psidium acranthum: Cộng hòa Dominica.
- Psidium acunae: Cuba.
- Psidium acutangulum: Bolivia, miền bắc và trung Brasil, Colombia, Ecuador, Guiana, Guyana thuộc Pháp, Peru, Suriname, Venezuela.
- Psidium albescens: Jamaica.
- Psidium amplexicaule: Caribe, đông bắc Brasil.
- Psidium appendiculatum: Miền đông Brasil, Venezuela.
- Psidium araucanum: Miền nam Brasil.
- Psidium australe: Bolivia, Brasil, Guyana, Paraguay, Venezuela.
- Psidium bahianum: Miền đông Bahia (Brasil).
- Psidium balium: Miền đông Cuba.
- Psidium brevifolium: Cộng hòa Dominica.
- Psidium brevipedunculatum: Bahia (Brasil).
- Psidium brownianum: Đông bắc Brasil.
- Psidium calyptranthoides: Puerto Rico.
- Psidium cattleianum (đồng nghĩa: Psidium littorale) - ổi sẻ, ổi dâu, ổi Peru, ổi Cattley. Đông, nam Brasil. Du nhập vào Trung Mỹ, Florida, châu Phi, châu Á.
- Psidium cauliflorum: Bahia (Brasil).
- Psidium celastroides: Miền trung Cuba.
- Psidium cymosum: Miền tây Cuba.
- Psidium densicomum: Bolivia, miền bắc Brasil, Colombia, Guyana, Peru, Venezuela.
- Psidium dictyophyllum: Hispaniola.
- Psidium donianum: Maranhão (Brasil).
- Psidium eugenii: Đông nam Brasil.
- Psidium firmum: Miền trung Brasil.
- Psidium friedrichsthalium - ổi Costa Rica, ổi Cas. Belize, Colombia, Costa Rica, Ecuador, El Salvador, Guatemala, Honduras, miền nam Mexico, Nicaragua, Panama, Venezuela.
- Psidium fulvum: Peru.
- Psidium ganevii: Miền trung Bahia (Brasil).
- Psidium gaudichaudianum: Rio de Janeiro, São Paulo (Brasil).
- Psidium glaziovianum: Bahia, Minas Gerais (Brasil).
- Psidium grandifolium: Đông bắc Argentina, Bolivia, Brasil, Paraguay.
- Psidium grazielae: Espírito Santo (Brasil).
- Psidium guajava - ổi thường, ổi xanh. Loài điển hình của chi. Nam Mỹ. Du nhập vào Trung Mỹ, Caribe, Florida, châu Phi, châu Á.
- Psidium guayaquilense: Ecuador.
- Psidium guineense - ổi Guinea. Từ Mexico tới miền trung Nam Mỹ. Du nhập vào Cuba, Haiti, Jamaica, Ấn Độ, Angola, Bangladesh, Congo, Gabon, Bờ Biển Ngà, quần đảo Leeward, Marianas, Marquesas, New Caledonia, quần đảo Society, CHDC Congo.
- Psidium guyanense: Miền bắc Brasil, Guiana thuộc Pháp, Venezuela.
- Psidium haitiense: Haiti.
- Psidium × hasslerianum = P. guajava × P. guineense. Belize, Guatemala, Honduras, Paraguay.
- Psidium hotteanum: Haiti.
- Psidium huanucoense: Peru.
- Psidium inaequilaterum: Đông nam Brasil.
- Psidium involutisepalum: Rio de Janeiro (Brasil).
- Psidium itanareense: São Paulo (Brasil).
- Psidium jacquinianum: Nam Mỹ?
- Psidium jakucsianum: Cuba.
- Psidium kennedyanum: Đông bắc Argentina, Bolivia, trung tây Brasil, Paraguay.
- Psidium langsdorffii: Minas Gerais (Brasil).
- Psidium laruotteanum: Bolivia, Brasil, Colombia, Costa Rica, Guyana, Paraguay, Surinam, Venezuela.
- Psidium longipetiolatum: Miền nam Brasil.
- Psidium loustalotii: Cuba.
- Psidium macahense: Espírito Santo, Rio de Janeiro (Brasil).
- Psidium maribense: Miền bắc Brasil, Colombia, Venezuela.
- Psidium minutifolium: Đông bắc Cuba.
- Psidium misionum: Đông bắc Argentina, Bolivia, nam và đông nam Brasil, Paraguay.
- Psidium montanum - ổi núi. Jamaica.
- Psidium munizianum: Cuba.
- Psidium myrsinites: Bolivia, Brasil, Surinam.
- Psidium myrtoides: Brasil.
- Psidium nannophyllum: Cộng hòa Dominica.
- Psidium navasense: Miền đông Cuba.
- Psidium nummularia: Cuba.
- Psidium nutans: Đông bắc Argentina, Bolivia, Brasil, Honduras, Nicaragua, Paraguay, Venezuela.
- Psidium oblongatum: Espírito Santo, Minas Gerais (Brasil).
- Psidium oblongifolium: Đông nam Brasil.
- Psidium occidentale: Ecuador.
- Psidium oligospermum: Từ Mexico qua Trung Mỹ, Caribe tới miền trung Nam Mỹ.
- Psidium oncocalyx: Bahia (Brasil).
- Psidium orbifolium: Đông nam Cuba.
- Psidium ovale: Từ nam Minas Gerais tới đông Santa Catarina (Brasil).
- Psidium parvifolium: Cuba.
- Psidium pedicellatum: Colombia, Ecuador.
- Psidium pigmeum: Đông nam Brasil.
- Psidium pulcherrimum: Bahia (Brasil).
- Psidium raimondii: Peru.
- Psidium ramboanum: Mato Grosso (Brasil).
- Psidium ratterianum: Trung tây Brasil.
- Psidium refractum: Goiás (Brasil).
- Psidium reptans: Paraná (Brasil).
- Psidium reversum: Đông Cuba.
- Psidium rhombeum: Bahia (Brasil).
- Psidium riparium: Brasil.
- Psidium robustum: Maranhão, Minas Gerais, São Paulo (Brasil).
- Psidium rostratum: Ecuador, Peru.
- Psidium rotundatum: Cuba.
- Psidium rotundidiscum: Bahia (Brasil).
- Psidium rufum: Brasil.
- Psidium rutidocarpum: Peru.
- Psidium salutare: Từ miền nam Mexico tới Nam Mỹ; trừ Chile, Peru, miền trung và nam Argentina.
- Psidium schenckianum: Đông bắc Brasil, bắc Venezuela.
- Psidium scopulorum: Tây Cuba.
- Psidium sintenisii: Puerto Rico.
- Psidium sobralianum: Pará to Ceará (Brasil).
- Psidium sorocabense: Đông nam Brasil.
- Psidium striatulum: Bolivia, bắc và trung tây Brasil, Guyana, Surinam, Venezuela.
- Psidium tenuirame: Đông Cuba.
- Psidium trilobum: Haiti.

## Thư viện ảnh

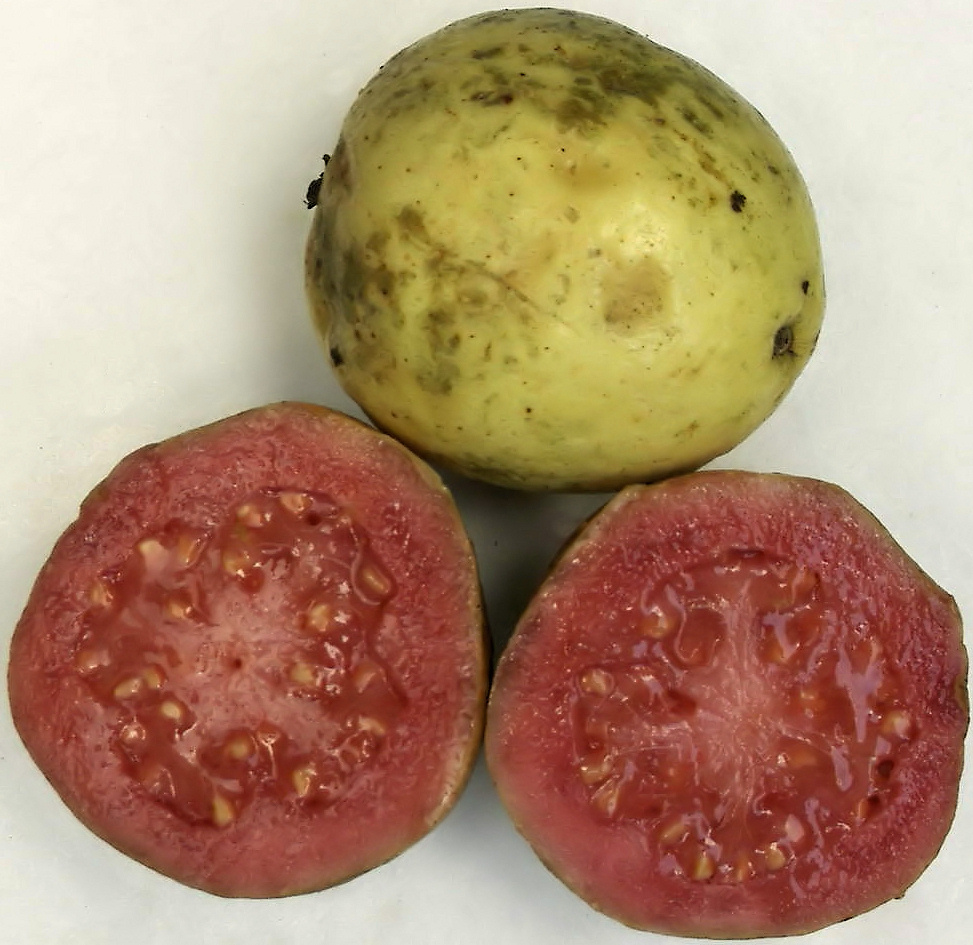
Quả ổi chín
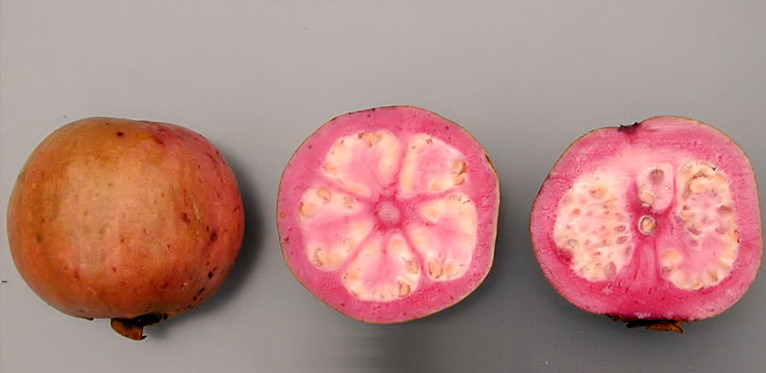
Ổi 'Thái Maroon'
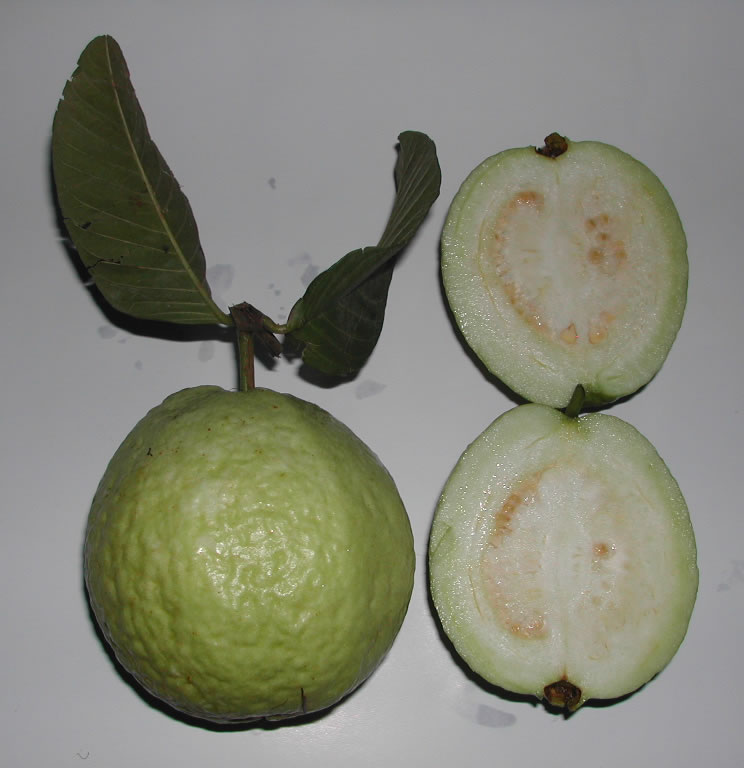
Quả ổi xanh
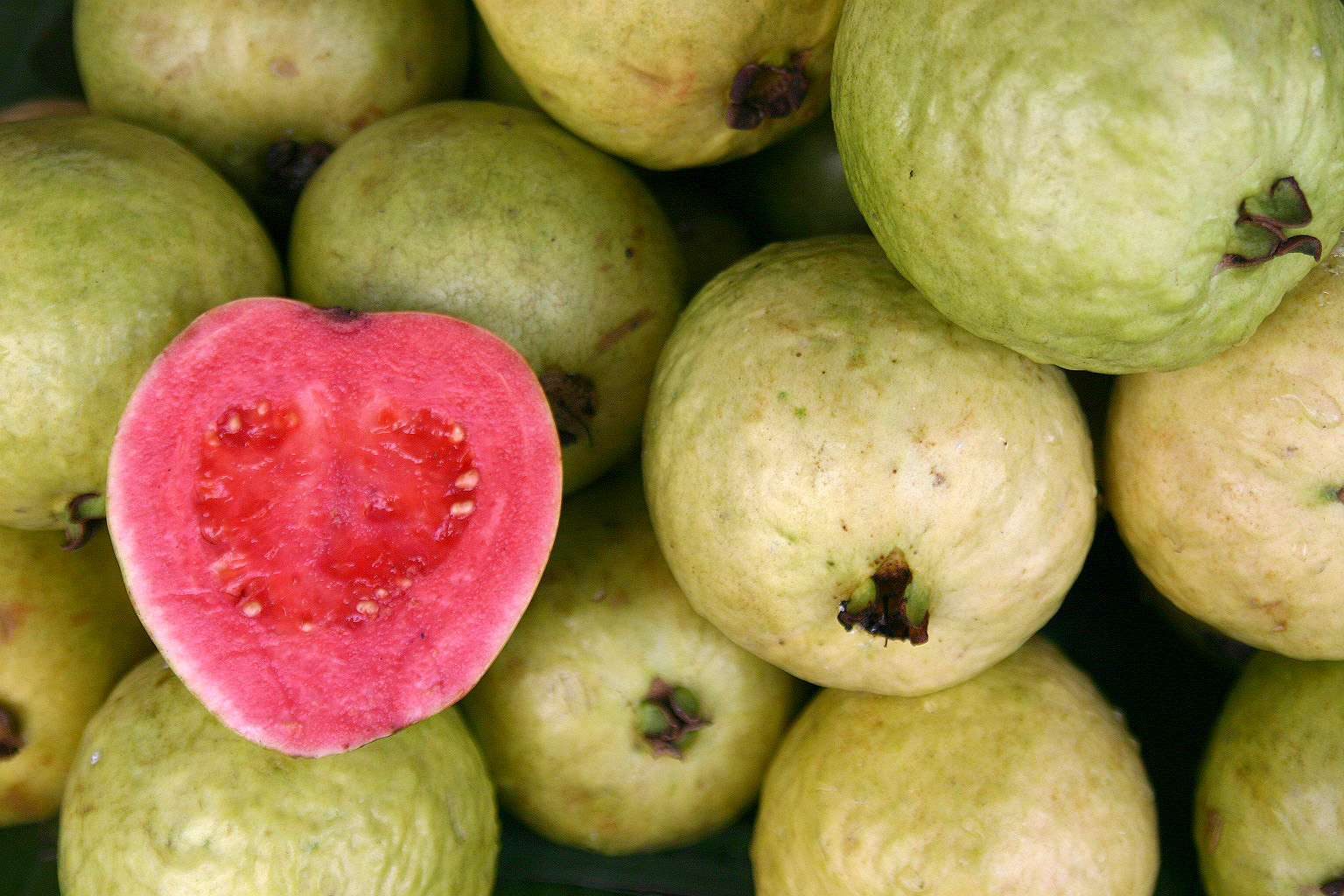
Ổi Indonesia